# Ammar Abduallah Rihawi
Ammar Abduallah Rihawi   (Alep, 20 de juny de 1975) és un exfutbolista sirià de la dècada de 1990.
Fou internacional amb la selecció de futbol de Síria.
Pel que fa a clubs, destacà a Al-Ittihad, Al-Jaish, Al-Naser i Homenetmen Beirut.
Un cop retirat ha estat entrenador a clubs com Al-Ittihad (2012-13).